# Mizotj
Mizotj (ukrainska: Мізоч, polska: Mizocz) är ett stadsliknande samhälle i Rivne oblast i västra Ukraina med 3 329 invånare.

## Historia
Orten omnämns för första gången 1322.
Den 14 oktober 1942 fördes drygt 1 700 judar, de flesta kvinnor och barn, från Mizotjs getto till en ravin utanför det närbelägna Zdolbuniv och arkebuserades av nazityska Einsatzgruppe C och ukrainska milismän.